# Lupus Dei
Albums de Powerwolf
Return in Bloodred
(2005) Bible of the Beast
(2009)
Lupus Dei est le deuxième album du groupe allemand de power metal Powerwolf, publié le 7 mai 2007.
En plus de l'enregistrement aux studios Woodhouse en Allemagne, le groupe enregistra certaines parties de l'album dans une chapelle intacte du XIIe siècle. Ils utilisèrent aussi un chœur de 30 personnes pour la chanson "In Blood We Trust" et pour "Lupus Dei".
Dans une interview avec Lords of Metal, Matthew Greywolf (guitariste et fondateur du groupe) parla à propos du contenu historique de "Lupus Dei" :
D'abord, "Lupus Dei" est concentré sur des paraboles extraites de la Bible et mises en contexte avec notre passion pour le métal. Finalement, cela a donné un véritable album avec le loup lui-même comme protagoniste. Dans l'introduction de l'album, il perd la foi en Dieu et descend vers le diable et le mal. Il ne croit plus en rien excepté au sang("In blood we trust", Nous croyons au sang) – mais au long de l'album, il retrouve, étape par étape, la lumière de Dieu et dans le dernier titre, il rejoint Dieu.

## Liste des chansons
Toute la musique est composée par Powerwolf.
| No  | Titre                         | Durée |
| --- | ----------------------------- | ----- |
| 1.  | Lupus Daemonis (Intro)        | 1:17  |
| 2.  | We Take It from the Living    | 4:04  |
| 3.  | Prayer in the Dark            | 4:20  |
| 4.  | Saturday Satan                | 5:18  |
| 5.  | In Blood We Trust             | 3:03  |
| 6.  | Behind the Leathermask        | 4:35  |
| 7.  | Vampires Don't Die            | 3:09  |
| 8.  | When the Moon Shines Red      | 4:25  |
| 9.  | Mother Mary Is a Bird of Prey | 3:16  |
| 10. | Tiger of Sabrod               | 3:53  |
| 11. | Lupus Dei                     | 6:08  |